# 海底超特急マリンエクスプレス
『海底超特急 マリンエクスプレス』（かいていちょうとっきゅう マリンエクスプレス、MARINE EXPRESS）は、手塚治虫原作のテレビスペシャルアニメ。ただし、オンエア上のタイトルでは「マリン・エクスプレス」と表記されており、放送当時から「マリン・エクスプレス」という表記が多くなされていた他、DVDや漫画版タイトル、公式サイトの表記でも「マリン・エクスプレス」となっている。

## 概要
1979年8月26日の『24時間テレビ 愛は地球を救う2』内で放送された。24時間テレビアニメスペシャルの第2弾。CMなどを除いた作品そのものの長さは1時間31分である。
スター・システムがとられており、アトムやブラック・ジャック、サファイアやシャラクといった手塚作品のオールスターキャストが登場することで話題となった作品である。ただし、アトムや御茶ノ水博士など、一部のキャラクターは名前が変更されている。
舞台である海底の透明感を出すために、通常はポスターカラーで描かれる背景を海の透明感を出したいという手塚の希望で水彩画で描いているが、制作に携わった清水義裕によると手塚の要請で漫画部のスタッフが駆り出され漫画制作をしながら背景を制作した為、仕事量の増加からスタッフからの不満の声が多かったとのこと。
手塚治虫のイースター島への旅行から持ち上がった企画であり、当初はマリンエクスプレスよりも後半のムー帝国での冒険が中心の作品になるはずだった。しかし、手塚の手がけた絵コンテは放送時間を大幅に上回る2時間10分の分量となってしまい、後半のシーンを中心に大幅なカットがなされたため、海底列車内でのサスペンスを前面に押し出した内容となった。そうした経緯もあり、手塚は前作の『100万年地球の旅 バンダーブック』共々、本作を劇場用アニメとしてリメイクすることを明言していたが、実現はしていない。
2008年開催の東京国際映画祭アニメ部門『animecsTIFF』でも上映された。
エンディングクレジットは、「下から上に流れる」のではなく「上から下に流れていく」タイプとなっている。

### 漫画化
2015年に手塚治虫デビュー70周年企画として、手塚のアシスタント経験のある池原しげとによる漫画化が発表され特設サイトが開設された。
YouTubeでモーションコミックによるプロモーション映像が公開された。
当初、2015年秋より刊行開始予定と発表されたが、後に2016年春に延期と発表、最終的に更に延期され同年9月23日に第1巻、2017年1月19日に第2巻が発売されている。最終巻となる第3巻は2018年1月19日に発売された。
マリンエクスプレスの運転士をロックからマサト（『火の鳥未来編』の山之辺マサト）とし、ロックは別の役で出演するなど、配役の変更が行われている。

## ストーリー
2002年（漫画版では2050年）、人類最先端の海底超特急「マリンエクスプレス」の開業を前に、招待客を乗せて試運転が行われようとしていた。
日本へ向けロサンゼルスを発車した超特急に乗り込んだのは、日米の計画責任者と関係者たち。その中には列車に忍び込んだ殺人犯を追ってきた私立探偵、計画を成功させることに情熱をもった若い運転士、密かにマリンエクスプレスの破壊を計画する関係者、それに試運転を利用し武器の密輸を企む一団などがいた。
様々な思惑を乗せて走る列車は数々のアクシデントに遭遇し、やがては太古の世界のムー帝国とインベーダーとの争いにも巻き込まれて行く。

## 登場人物
人物名の下に、その「役」を“演じている”手塚キャラ名を記載。

### マリンエクスプレスの搭乗者
伴俊作
声 - 富田耕生
『鉄腕アトム』などに登場のヒゲオヤジ。
私立探偵。シャイロック殺人事件の犯人を追ってマリンエクスプレスに乗り込む。ムー帝国での争いが終わった後に、一人だけ元の世界に戻ることになった。
戻った世界ではマリンエクスプレスは日本海溝に沈んだとされ、一連の体験を語るも人々に相手にされず、自分でも幻だったのではないかと思い始めた頃、遺跡の石垣に彫り残されたブラック・ジャックから自分への医療費請求を見つける。
ロック・ナーゼンコップ
声 - 武岡淳一
『バンパイヤ』などに登場のロック・ホーム。
マリンエクスプレスの設計者ナーゼンコップ博士の養子であり、列車の運転士。父の築いたマリンエクスプレス事業を成功させることに情熱を注いでおり、列車をめぐる数々のアクシデントに中心人物として立ち向かう。
ムー帝国ではサファイアと恋仲になり、反乱兵を率いてシャラクに立ち向かう。その後、サファイアの元に残ることを選択した。
デューイ
声 - 八代駿
マリンエクスプレスの操縦室でロックのサポートをしているアシスタントロボット。
ブラック・ジャック
声 - 野沢那智
『ブラック・ジャック』などに登場のブラック・ジャック。
天才医師。シャイロックの主治医であり、彼の屋敷に向かう途中に重傷を負ったヒゲオヤジを助け、その治療費を取り立てようとマリンエクスプレスまで付いて来る。
頭蓋骨を負傷し意識不明となったナーゼンコップ博士の外科手術を引き受け、高額な治療費を丸首大臣に吹っかける。アダムの乗っ取りにより制御不能になったマリンエクスプレスの車両内で、開頭手術を成功させる。
シャラクへの反乱後、膨大な数の負傷者の治療のため、暫定的にムー帝国に残る。ムー帝国で伴俊作への請求金額と自署名を石垣に彫り付けていた。その後どうなったかは不明。
ロックから列車から出るようにと言われても、ナーゼンコップ博士の手術を終わらせるまで出ることを頑なに拒否するという、頑固なところもある。
アダム・ナーゼンコップ
声 - 清水マリ
『鉄腕アトム』などに登場のアトム。
ナーゼンコップ博士が造った人間ダミーの一つだが、見た目は人間の少年と変わらず、家族のように扱われている。従順で博士の言葉には逆らわない。マリンエクスプレスを破壊するための制御ユニットが組み込まれている。
博士の指示に従い、一旦はマリンエクスプレスの制御を奪い、再建工事が不可能な日本海溝上での自爆を試みるが、ミリーの説得によって自爆をやめる。しかしその直後、マリンエクスプレスはシャラクの手によりムー帝国へとタイムトラベルしてしまう。
シャラクにマリンエクスプレスを渡さないため自爆シーケンスを再開し、爆散した。
ナーゼンコップ博士
声 - 勝田久
『鉄腕アトム』などに登場のお茶の水博士。
マウイ族出身のポリネシアン。鉄道工学の権威であり、マリンエクスプレスの設計者。ロック、アダムと共にマリンエクスプレスに乗り込む。
南洋の文化と自然が破壊される海底鉄道計画に加担したことを後悔しており、正式な運行が始まる前にマリンエクスプレスを破壊しようと試みる。
ポリネシアのマルケサス島でクレジット長官が手配したCIAの者達に囲まれ逃走するが、遺跡の高い石垣から落下(漫画版では車両内でクレジット長官に撃たれる)。頭蓋骨を負傷し意識不明の危篤状態になり、ブラック・ジャックの外科手術により一命を取り留めたが、ムー帝国へタイムスリップさせられてからも車両の医務室から動かせない状態にあった。マリンエクスプレスの爆破計画を知ったシャラクによって人質にされかけたが、アダムに構わず行くよう命じ、直接描写はないものの、列車の自爆に巻き込まれ死亡した。
「ナーゼンコップ(Nasenkopf)」はドイツ語で「鼻の頭」の意味で、過去の漫画作品『太平洋Xポイント』で同じようにお茶の水博士が演じた科学者キャラクターの名前にも使われている。
レッド・クレジット
声 - 大塚周夫
『メトロポリス』などに登場のレッド公。
アメリカ国務長官。海底鉄道建設を中心となって推し進めた人物で、愛娘のミリーと共に試乗会に参加する。
白人至上主義者であり、学生時代に同期だったナーゼンコップ博士のことを見下している。マリンエクスプレスを利用して、軍が開発した武器の密輸を行おうとしている。
密輸に気づいて糾弾する伴俊作を殺害しようとしたが、偶然その場に現れた娘のミリーに「パパは悪い人じゃないわよね」と涙ながらに制止されたことで諦める。マリンエクスプレスを暴走させたアダムから車両の制御を取り戻すため、列車の外を伝ってコックピットに入ろうとするが、アクシデントにより命を落とす。
ミルドレッド・クレジット（ミリー）
声 - 小山マミ
『ドン・ドラキュラ』に登場するチョコラ。
クレジットの一人娘で、父親によく懐いている。車内で同年代のアダムと知り合い、その悲しい運命に心を痛めることになる。
事故により身体の大部分を機械で置き換えており、涙も単なる塩水であった。ミリー自身は自分のことをアダムと同様のロボットだと認識していたが、アダムは転んで膝を怪我したミリーが血を流していたことで人間だと判断。「赤ちゃんを産んで」との言葉をミリーに残し、シャラクにマリンエクスプレスを渡さないため自爆に向かった。
ロックの妹として、ムー大陸に残る。
スカンク
声 - 矢田耕司
多数の手塚作品に登場しているスカンク草井。
クレジットの部下。武器密輸の事実を知った人間の口封じを行っていたが、急に現われたアダムに銃が効かないことで動転し、乱射によって破壊された風防から列車外に投げ出される。
ランプ
声 - 内海賢二
多数の手塚作品に登場しているアセチレン・ランプ。
クレジットの部下。マリンエクスプレスの暴走を知り、最後の停車中に降車しようとするが誤ってトイレに閉じ込められてしまい、逃げ損ねてロックたちと共にムー帝国に飛ばされてしまう。
サファイアとロックの反乱計画、及びアダムによるマリンエクスプレス破壊の計画の情報を手にシャラク側に寝返り、自分だけ元の場所に戻してもらおうとした。が、その態度が癇に障ったシャラクは約束通り「元の場所」、つまり太平洋のど真ん中にランプを戻し、ランプはそのまま海の藻屑と消えた。ちなみに、元の時代に戻れた後にすぐ死亡したのだと思われる。
丸首文三
声 - 雨森雅司
多数の手塚作品に登場している丸首ブーン。
日本の建設大臣として試乗会に参加する。暴走するマリンエクスプレスから脱出しようと、駅に近づけば減速すると考えてわざと窓を破壊し車外に放り出されたが、元々時速数百kmで走っている上、駅に停車しないプログラムがされていたため減速もされなかったと思われる。
列車から降りられなくなった乗客たちと口論になった際、伴から「灰色高官」呼ばわりされ、体が灰色になるお遊びがある。
大口
多数の手塚作品に登場しているハム・エッグ。
日本の建設省政務次官で、丸首の取り巻き。スカンクに殺される。死体がなかったので溶解銃で溶かされた可能性が高い。
佐々木小次郎
声 - 豊田真二
『フィルムは生きている』などに登場する佐々木小次郎。常に剣を持っている。
丸首のボディーガード。スカンクと互角な闘いをみせるも、不覚にも殺され、死体はロックの目の前で溶解銃によって無残にも溶かされる。

### ムー帝国
サファイア
声 - 太田淑子
『リボンの騎士』などに登場のサファイア。
ムー帝国の女王。現代のポリネシアの遺跡で幽霊としてロックに話しかけ、マリンエクスプレスが1万年前にタイムスリップ後、シャラクやその侵略行為についてロック達に語る。反乱の意向をシャラクに聞かれて軟禁されたが、シャラクに殺されそうになっていたロック達をレオに救出させる。シャラクとドンドラに乗っ取られた国を取り戻すため、ロックと共にシャラクに戦いを挑む。
シャラク
声 - 肝付兼太
『三つ目がとおる』などに登場の写楽保介。
クリプトリプトン星からムー帝国にやって来た宇宙人。念力を使う。海底に眠る財宝を手に入れるためムー帝国を乗っ取り王子を名乗るが、サファイアに惚れているため彼女を女王のままにしている。
海中運搬システムとしてマリンエクスプレスを手に入れ、ムー帝国のみならず地球全土を支配下に置こうと企んでいる。ランプの密告により、慌ててアダムを排除しようとマリンエクスプレスに乗り込むも、アダムは隙をついて起爆、シャラクはマリンエクスプレスの爆発に巻き込まれる。
レオ
『ジャングル大帝』に登場する大人時代のレオ。
サファイアの忠実な僕。言葉は喋らないが、シャラクが持ち込んだ超科学によって空を飛べるようになっている。
ドンドラ
声 - 千葉耕市
『ドン・ドラキュラ』などに登場のドン・ドラキュラ。
サファイアの下でムー帝国の宰相をしていたが、シャラクに寝返った。小物感が強い。
ロック達がレオによって女王の別荘に匿われた際、軟禁していたサファイアにロック達を引き渡すよう強要しようとするが、彼女から王位（王冠）を譲ると言われて油断したところを殴り倒され、気絶している間に服を取られて女王の逃走に使われるという間抜けぶりを披露する。

### その他
スクリージ・シャイロック
多数の手塚作品に登場しているフランケンシュタイン。
海底鉄道建設公団の理事長。「何者かに命を狙われている」として伴俊作に調査を依頼するも、伴が到着した時には既に殺されていた。これが事件の発端となる。
ピノコ
声 - 冨永みーな
『ブラック・ジャック』などに登場のピノコ。
マリンエクスプレス試乗会を中継するテレビ番組を見ており、それをブラック・ジャックに告げる。その番組にマリンエクスプレスに乗り込むスカンクが映っていたのを見て、伴俊作はマリンエクスプレスに乗り込むことになり、ブラック・ジャックも治療費取り立てのため、伴を追ってマリンエクスプレスに乗り込むことになった。
警察官
多数の手塚作品に登場している田鷲警部と中村課長。
元の世界に戻った伴俊作の事情聴取に当たるが、ムー帝国の話を聞いて呆れていた。
観光客
声 - 峰恵研
作者の手塚治虫。
ラストのワンシーンに登場。伴俊作がムー帝国の物だと言う石像をこの辺りではありふれた遺跡であると教え、夢でも見ていたのではないかと諭す。
隊員
声 - 島俊介
特殊部隊の隊員。マリンエクスプレスを暴走させているアダムを破壊しようとするが、失敗してしまう。
アナウンス
声 - 作間功

女
声 - 山田礼子

駅長
声 - 藤城裕士

## 登場人物 (漫画版)
漫画版での設定の差異について記述する。
伴俊作
ブラック・ジャックから請求される治療費は5万ドル。これはシャイロックから伴への報酬金額に等しい。
ロック
「悪のロック」としてサングラス姿で登場。
ムー帝国から現代に送り込まれた先遣隊の1人であり、シャラクの部下であるが、その実はシャラクへの反抗の機会をうかがっている。
マサト・ナーゼンコップ
『火の鳥 未来編』の山之辺マサト。マリン・エクスプレスの主パイロット。
タマミ
『火の鳥 未来編』のタマミ。マリン・エクスプレスの副パイロット兼ドクター。ブラック・ジャックの手術助手も務める。
ナーゼンコップ博士
クレジット、シャイロックとは同じ大学の同級であり、卒業時には3人ともそれぞれの学部で非常に優秀な成績であったこともあり、親交があった。
ムー帝国から時を超えて与えられた物質を解析することで、ドライアイスで冷やす程度で実用できる室温超伝導技術を確立した。マリン・エクスプレスにも、この技術が用いられている。
キリコ
『ブラック・ジャック』のドクター・キリコ。
FBIの秘密捜査官として、クレジット長官による武器密輸事件を追っている。
レッド・クレジット
漫画版ではキリコに逮捕され、途中下車するため、死亡しない。
海底資源確保のため、環境配慮を弱くした第二次マリン・エクスプレス開発計画を立てており、このためにシャイロック、ナーゼンコップとは意見を違えることになる。
ランプ
大衆操作も請け負う記者。シャイロックから依頼されマリン・エクスプレス計画の反対運動を煽っていた。
マリン・エクスプレスに乗車する際にスカンクの手下となり、ボーイとして乗車する。
丸首文三
クレジット同様にキリコに逮捕され途中下車するため、死亡しない。
マリン・エクスプレスの建設技術をアメリカ抜きにロシアなどに提供し、報酬を得ようと画策する。
大口
大口喜久蔵とフルネームが設定されている。
チャッピー（和登千代子）
『三つ目がとおる』の和登千代子。アイドルグループ「マリンEX（イーエックス）」の一員で鉄オタ。
チャッピーの歌声は、シャラクを陶酔させる効果がある。
特殊部隊の隊長
『リボンの騎士』の魔王メフィスト。アダムに占拠されたマリン・エクスプレスに部下を率いて乗り込もうとするが果たせない。
ケンイチ
『火星博士』等に登場するケン一。
マリン・エクスプレス開発スタッフの1人であり、アダムに占拠されたマリン・エクスプレスの対策員として登場。
サファイア
ロックの策略により、仮死状態となっている。シャラクとも話し合いでの解決を望んでいる。
父王は、『マグマ大使』のゴア。
シャラク
宇宙人（地球外生命体）ではなく、地球上の生命体である三つ目族の1人。チャッピーの歌を聞くと陶然としてしまう。『三つ目がとおる』同様に額の第三の目を絆創膏などで塞ぐと無邪気な性格になる。
サルタ
『火の鳥』等の猿田博士。三つ目族の1人であり、シャラクの補佐を務める。

## マリンエクスプレス
日米が共同開発した太平洋海底横断鉄道。停車駅はロサンゼルス〜マルケサス島〜サモア島〜ポナペ島〜東京。海底にある軌道は、深海の水圧にも耐える透明なチューブで覆われている。
総延長は約25,000km。単線で、跨座式モノレールのような軌道を用いる。所要時間は約40時間（途中駅の停車時間を含む）、最高速度は900km/h（ジェット旅客機の巡航速度同等。緊急時には亜音速の1000km/hまで加速可能）。
先頭が機関車で、発車直前に連結される。連結は進行方向前方からではなく、舞台の奈落のように機関車が軌道とともにせり上がる形で行われた。車両のデザインは深海魚を模したものとなっていて、特に先端と最後尾にその傾向が顕著である。先端部には走行中にゆっくりと上下運動するパーツがあり、まるで深海魚が口を開閉させているような動きを表している。
客車はコンパートメントに区切られたタイプと座席だけが並ぶタイプがあり、後者にはデータ計測用のダミー（人形）が乗っている。ラウンジや医務室もある。

## スタッフ
- 原案 - 手塚治虫
- 総指揮 - 手塚治虫
- 企画 - 吉川斌、都築忠彦(日本テレビ)
- 製作 - 島方道年
- プロデューサー - 武井英彦(日本テレビ)、山本智
- チーフディレクター - 出﨑哲
- 演出 - 手塚治虫、出崎哲
- 総作画監督 - 清山滋崇
- 作画監督 - 西村緋祿司
- メカニカル作監 - 清水恵蔵
- 設定デザイン - 坂口尚
- 美術監督 - 牧野光成
- 録音監督 - 佐藤敏夫
- 音楽 - 大野雄二
- 選曲 - 鈴木清司
- 効果 - 東洋音響
- 録音 - 東北新社
- 協力 - 虫プロダクション ほか
- 制作 - 日本テレビ、手塚プロダクション

## 主題歌
オープニング・エンディング「ザ・マリン・エクスプレス」
作詞 - 奈良橋陽子 / 作曲・編曲 - 大野雄二 / 歌 - トミー・スナイダー（ゴダイゴ）
挿入曲「序曲マリンエクスプレス」
作曲・編曲 - 大野雄二 / 演奏 - You & The Explosion Band
シングル盤のカップリング曲

## 映像ソフト化
- 2001年にジェネオン エンタテインメントによりDVD化され、『100万年地球の旅 バンダーブック』『フウムーン』『ブレーメン4 地獄の中の天使たち』とのセット『24時間テレビスペシャルアニメーション1978-1981』が発売。翌2002年には、同じくジェネオン エンタテインメントより単品DVDが発売された。さらに2009年には、廉価版の形で再発売されている。
- 2022年10月、AIを使って4Kに処理された映像がyoutubeの公式で公開された[3]。

## 書籍
- ロマンアルバム25 『マリンエクスプレス』 1979年、徳間書店 - 本放送以前に発売されている。
- 『テレビ マリン・エクスプレス』 1980年、 アクションコミックス アニメ版、双葉社[4]
- フィルムコミック『マリンエクスプレス』全2巻、1981年、 100てんランドコミックス、双葉社
- 手塚治虫絵コンテ大全第4巻『マリンエクスプレス』 1999年、 ISBN 978-4-309-72344-0 河出書房
- 『手塚治虫 マリン・エクスプレス』（漫画版） ホーム社 発売 - 集英社 著・池原しげと
  1. 2016年9月 ISBN 978-4-8342-8460-7
  2. 2017年1月 ISBN 978-4-8342-8464-5
  3. 2018年1月 ISBN 978-4-8342-8476-8